# Bartolomé Ferrelo
Bartolomé Ferrelo, também conhecido como Bartolomé Ferrer, (Levante peninsular, 1499 - México, 1550) foi um marinheiro e conquistador espanhol, conhecido por ter continuado no comando da expedição que João Rodrigues Cabrilho realizou para explorar a costa do Pacífico da América do Norte.
Bartolomé Ferrelo foi o navegador de João Rodrigues Cabrilho, o capitão português que foi enviado pelo vice-rei da Nova Espanha com dois navios em 1542 para explorar o que é agora o Norte da Califórnia. A expedição de Cabrilho foi a primeira exploração da Costa Oeste dos Estados Unidos.
A expedição começou em 27 de junho de 1542 a partir de Barra de Navidad, Jalisco, e navegou ao longo da costa até Punta del Ano Nuevo (37°10'N), ao norte de Monterey. As embarcações se separaram devido aos fortes ventos e tempestades. Cabrillo morreu em 3 de janeiro de 1543, na ilha de San Bernardo, perto do canal de Santa Barbara; mas Ferrelo, que o sucedeu no comando, continuou as descobertas históricas para o norte até a latitude 43 °, onde ele viu a costa do Cabo Blanco, depois chamado Cabo Orford por George Vancouver.
O frio excessivo, a falta de mantimentos, as doenças e o mau estado de seu navio, o obrigaram a retornar sem atingir o paralelo mencionado em suas instruções. Aos 41°30'N, percebeu um ponto de terra para a qual, em homenagem ao vice-rei, deu o nome de Cabo Mendocino. A partir deste ponto ele navegou de volta para Barra de Navidad, situada a 19°45'N, onde chegou em 14 de abril de 1543, assim, Ferrelo estabeleceu que a costa era uma linha contínua entre esses dois pontos.
Nesta viagem os espanhóis viram muitas vezes os nativos do país, que estavam quase nus, com os rostos pintados, viviam da pesca e habitavam grandes casas. John William Last descobriu relatos completos da expedição em History of the Indias. Humboldt, em seu trabalho sobre o México, corrige várias declarações errôneas do historiador holandês, que foram retiradas de obras de antigos escritores espanhóis, baseando suas correções em determinados documentos que ele teve oportunidade de examinar no México.